# LA to Vegas
LA to Vegas est une série télévisée américaine en quinze épisodes de 22 minutes créée par Lon Zimmet et diffusée entre le 2 janvier et le 1er mai 2018 sur le réseau Fox et en simultané sur le réseau Citytv au Canada.
En France, la série est disponible le 1er août 2019 sur Fox Play[réf. souhaitée]. Elle reste inédite dans les autres pays francophones.

## Synopsis
Ronnie est une hôtesse de l'air qui a beaucoup de mal à mettre de l'ordre dans sa vie. Assignée au vol Los Angeles / Las Vegas, son équipe et elle transportent chaque weekend des passagers réguliers hauts en couleur qui font l'aller-retour entre ces deux villes pour diverses raisons personnelles. La série présente un groupe de six personnages - trois passagers et trois membres de l'équipage - drôles et loufoques, à travers des situations comiques qui permettent d'en apprendre un peu plus sur eux à chaque épisode.

## Distribution

### Acteurs principaux
- Dylan McDermott (VF : Xavier Fagnon) : Commandant Dave Pratman
- Kim Matula (VF : Chloé Berthier) : Veronica « Ronnie » Messing
- Ed Weeks (en) (VF : Éric Aubrahn) : Colin
- Nathan Lee Graham (VF : Jean-Baptiste Anoumon) : Bernard Jasser
- Olivia Macklin (VF : Zina Khakhoulia) : Nichole
- Peter Stormare (VF : Féodor Atkine) : Artem

### Acteurs récurrents et invités
- Amir Talai : Alan, le copilote
- Zachary Knighton (VF : Jérôme Pauwels) : Bryan
- Nathan Kress (VF : Benjamin Bollen) : Ryan (épisode 1)
- Dermot Mulroney (VF : Constantin Pappas) : Commandant Steve Jasser (épisodes 3 et 6)
- Josh Duhamel : Commandant Kyle (épisode 3)
- Jean St. James : Mernine (épisodes 6, 8 et 15)
- Amy Landecker (VF : Juliette Degenne) : Patricia, la mère de Nichole (épisodes 10, 13 et 15)
- Don Johnson (VF : Patrick Poivey) : Jack Silver (épisode 11)
- Lauren Weedman (VF : Vanina Pradier) : Layla (épisode 12)
- Mike Castle (VF : Mathias Kozlowski) : Commandant Jayden (épisode 12)

Version française
- Direction artistique : Yann Le Madic

 Source et légende : version française (VF) sur RS Doublage

## Production
En janvier 2017, le réseau Fox commande un pilote du projet de série de Lon Zimmet.
Le 10 mai 2017, lors des Upfronts 2017, la Fox annonce la commande de la série, sous son titre actuel.
En novembre 2017, la Fox annonce la date de lancement de la série au 2 janvier 2018.
En janvier 2018, Fox commande trois épisodes supplémentaires portant la première saison à quinze épisodes.
Le 21 mai 2018, la série est annulée.

## Épisodes
1. Destination Vegas ! (Pilot)
2. Le Mort et la Tremblote (The Yips and the Dead)
3. Deux pilotes et demi (Two and a Half Pilots)
4. Mêle-toi de tes oignons ! (The Affair)
5. Le Nounours jaune (The Fellowship of the Bear)
6. Steve a une dent contre Dave (#PilotFight)
7. Coincés à Las Vegas (Things to Do in Vegas When You're Grounded)
8. Le Parking B (Parking Lot B)
9. Surbooké (Overbooked)
10. L'Anniversaire de Bernard (Bernard's Birthday)
11. Jack le Boss (Jack Silver)
12. Un séminaire très professionnel (Training Day)
13. Le Dîner entre amis (The Dinner Party)
14. Tous au casino (Captain Dave's on a Roll)
15. Les Jeux de l'amour (The Proposal)